# Ergotamina
A ergotamina é um alcaloide vasoconstritor utilizado nas crises de enxaqueca, quando o tratamento com anti-inflamatórios não estereoidais não proporciona efeito. A ergotamina pode provocar náuseas e vômitos devido a efeitos diretos no Sistema Nervoso Central nos centros do vômito.

## Mecanismo de ação
A ergotamina é lenta e incompletamente absorvida. Os alcaloides do esporão do centeio possuem ação não seletiva e agem sob diversos neurotransmissores de forma agonista (ou parcialmente agonista) e antagonista ao mesmo tempo e em diferentes receptores,  incluindo os receptores 5-HT1 e 5HT2, receptores dopaminérgicos e adrenérgicos. Como ocorre uma vasta interação dos alcaloides do esporão de centeio com os neurotransmissores é difícil determinar com precisão o mecanismo de ação da ergotamina. As principais ações farmacológicas devem-se ao agonismo parcial dos receptores alfa-adrenérgicos e receptores 5-HT. Pode comportar-se como alfa-bloqueador e ao mesmo tempo elevar a pressão arterial pois produz vasoconstrição intensa, que pode durar 24 horas ou mais. Supõe-se que a atividade agonista do subtipo 5-HT1D diminui a cefaleia aguda e o antagonismo do subtipo 5-HT2 é profilático. Diminuem a atividade de neurônios serotoninérgicos, diminuindo a liberação de 5-hidroxitriptamina.

## Interações medicamentosas e com alimentos
A ergotamina pode interagir com antibióticos macrolídeos, bloqueadores beta-adrenérgicos, outros derivados do ergot, nitroglicerina, tabaco, estimulantes do SNC (cafeína, cocaína, epinefrina, etc) e inibidores da monoamina oxidase (IMAO).

## Contraindicações
- Gravidez e amamentação.[5] A ergotamina pode causar dano fetal e aborto, além de passar para o leite materno.[4]
- Hipertensão[5]
- Hipertireoidismo[5]
- Disfunção hepática[5]
- Doença vascular periférica oclusiva[5]
- Sepse[5]
- Disfunção renal[5]